# 뤽 드 클라피에르 드 보브나르그 후작
뤽 드 클라피에르 드 보브나르그 후작(Luc de Clapiers, marquis de Vauvenargues, 1715년 8월 6일 – 1747년 5월 28일)은 프랑스의 문학자·군인이다.
외교관의 영광을 꿈꾸었으나 이루지 못하고 건강을 해쳐 사색의 생활에 들어가 빈곤 가운데 요절하였다. 이러한 실의에도 불구하고 <사색과 잠언>(1746)은 염세감에 떨어지지 않으면서 신에게도 의존치 않고 인간의 존엄만을 믿어, 행동을 칭찬하며 심정의 존귀함을 말하고 있다.